# Język melanau
Język melanau – język austronezyjski, którym posługuje się ludność Melanau w malezyjskim stanie Sarawak (w nadbrzeżnym rejonie delty rzeki Rejang). Pewni jego użytkownicy zamieszkują też Brunei.
Jest silnie rozdrobniony wewnętrznie. Sami użytkownicy wyróżniają dwie grupy dialektów: seduan i matu-daro. Może być rozpatrywany jako grupa języków melanau.
W literaturze wyodrębnia się sześć dialektów: kuala rejang (jerijeh, belawai, selalang, paloh), seduan/sibu (sibu, kanowit, tanjong, igan, banyuk), matu-daro (matu, daro, pulau beruit, batang lasa), mukah-dalat (mukah, dalat oya, sungai kut), balingian, bintulu (bintulu, tatau, niah, sungai kemena, sebiew).
W użyciu jest także język malajski.